# Jennifer (film 1953)
Jennifer è un film del 1953 diretto da Joel Newton.
Il soggetto è tratto da un racconto omonimo apparso su Cosmopolitan nel 1949 ad opera di Virginia Myers. I protagonisti sono Ida Lupino ed Howard Duff che l'anno seguente furono nuovamente insieme in Dollari che scottano di Don Siegel.

## Trama
La giovane e bella Agnes Langley si reca per un colloquio di lavoro in una sontuosa villa del Sud della California di proprietà della famiglia Gale. È subito assunta per svolgere la mansione di governante. La grande villa è in realtà disabitata e la proprietaria, Lorna Gale, che vive altrove, ha ridotto al minimo il personale (una governante e un giardiniere) e si limita ad effettuare lavori di manutenzione in attesa di trovare un acquirente.
Agnes viene a sapere che prima di lei, aveva svolto questo lavoro un'altra ragazza, tale Jennifer, cugina della proprietaria. Di lei però non si hanno più notizie. Oltre ad essere scomparsa improvvisamente, pare che anche quando fosse presente risultasse piuttosto misteriosa tanto che nessuno del luogo l'ha mai vista. Questa cosa, uno strano diario e tanti altri piccoli segni trovati in casa finiscono per inquietare Agnes che, suggestionata anche da voci raccolte in paese, avverte spesso strane presenze.
A rassicurarla c'è sempre Jim Hollis, il proprietario della drogheria locale e uomo di fiducia della signora Gale, che le fa una corte serrata. Parallelamente anche un suo giovane dipendente, chiamato a fare alcuni lavoretti nella casa, si interessa a lei, alimentando tra l'altro la curiosità e le strane dicerie sul conto della scomparsa Jennifer.
Agnes passa dei bei momenti con Jim ma la solitudine nella villa e i misteri su Jennifer finiscono per convincerla che l'interessamento dell'uomo non sia amore ma sia di carattere morboso.
Jim si informa da Lorna Gale circa la sorte di Jennifer e scopre che la ragazza, colta da gravi problemi psichici, venne rinchiusa ed oggi è morta. La famiglia tenne sempre segreta la storia alimentando così involontariamente un'aura cupa e misteriosa attorno alla sparizione della ragazza.
Quando Agnes è ormai sull'orlo dell'isterismo, Jim riesce a farla tornare alla ragione smontando tutto il castello di supposizioni fantasiose con la concretezza dei fatti. I due possono così abbracciarsi e dedicarsi tranquilli alla loro relazione, forse...

## Produzione
Pellicola di basso costo, spesso classificata come "B-movie", conta però su due protagonisti di buon livello e su un direttore della fotografia, il cinese-americano James Wong Howe, universalmente riconosciuto come un grande innovatore e maestro del chiaro-scuro.